# Diagonal Oriente
Diagonal Oriente es una arteria vial del sector nororiente de la metrópoli de Santiago. Esta avenida se extiende por las comunas de Providencia y Ñuñoa.
Actualmente solo una estación del metro de Santiago se encuentra en esta avenida; se trata de la Estación Villa Frei de la Línea 3 (Comuna de Ñuñoa, en el cruce con las avenidas Irarrázaval y Ramón Cruz Montt).

## Toponimia
Aunque no existe ninguna hipótesis confirmada u oficial que explique el nombre de la Avenida, una teoría está basada en su estructura, ya que el tramo entre Avenida Los Leones y Avenida Américo Vespucio (el cual corresponde a las calles Jaime Guzmán Errázuriz, Presidente José Batlle y Ordóñez y el segundo tramo de Diagonal Oriente) está construido de forma diagonal con dirección al Oriente, donde termina la vía.

## Recorrido
La intersecan los recorridos 216, 227, 505, 513, 712, D03, y por la avenida pasan principalmente los recorridos D09 y D18. 
Comienza al norte, como continuación de la Avenida Santa Isabel, en la intersección con la Avenida Manuel Montt. La avenida transcurre en el límite de las comunas de Providencia y Ñuñoa, en su mayoría sectores residenciales de las mismas.[cita requerida]
En su extremo poniente, al cruzar la Avenida Manuel Montt, su nombre cambia a Avenida Santa Isabel, en las comunas de Providencia y Santiago.[cita requerida]
En su extremo oriente, al cruzar la Avenida Américo Vespucio, toma el nombre de Avenida José Arrieta, marcando el límite en las comunas de Peñalolén y La Reina.[cita requerida]
La avenida lleva el nombre de Diagonal Oriente en dos tramos separados, el primero desde su inicio hasta la Avenida Pedro de Valdivia, de aquí en adelante, sufre varios cambios de nombre:
De poniente a oriente, lleva el nombre de Doctor Pedro Lautaro Ferrer entre la Avenida Pedro de Valdivia y la calle Arzobispo Fuenzalida, Jaime Guzmán Errázuriz hasta la Avenida Eliécer Parada, Avenida Presidente José Battle y Ordóñez hasta las avenidas Irarrázaval y Ramón Cruz Montt; desde este punto hasta el fin de la avenida retoma su nombre original.[cita requerida]
Está pavimentada y cambia de sentido en varios tramos, únicamente con dirección al poniente, sin embargo, incluye un tramo con pistas en ambos sentidos.[cita requerida]

## Transporte

### Metro
Actualmente, la avenida solo cuenta con una estación de metro, la estación Villa Frei de la Línea 3, ubicada en la intersección de las avenidas Irarrázaval y Ramón Cruz Montt, en Ñuñoa. Sin embargo, está planificada una estación nueva en esta avenida de la Línea 8, más específicamente en la intersección con la Avenida Los Leones (cuando la vía recibe el nombre de Pedro Lautaro Ferrer), en el límite de Providencia y Ñuñoa, cerca de la Plaza 18 de Septiembre.

## Hitos

### Intersecciones importantes
Se interseca con otras calles importantes de la metrópoli de Santiago:
- Avenida Manuel Montt (en su inicio, como continuación de la Avenida Santa Isabel)
- Antonio Varas
- Marchant Pereira
- Avenida Pedro de Valdivia
- Avenida Ricardo Lyon
- Avenida Suecia
- Avenida Los Leones[5]
- Avenida General Artigas (continuación de la Los Leones hacia el sur)
- Chile España
- Avenida Eliecer Parada
- Avenida Simón Bolívar
- Avenida Irarrázaval y Avenida Ramón Cruz Montt
- Coventry (continuación de Ramón Cruz Montt hacia el norte)
- Avenida Américo Vespucio (final de Diagonal Oriente, límite con Peñalolén y La Reina, toma el nombre de Avenida José Arrieta después de esta intersección)

### Lugares de interés
- Villa Presidente Frei[6]
- Parque Ramón Cruz Montt
- Campus Oriente (Pontificia Universidad Católica de Chile)[7]
- Plaza 18 de Septiembre
- Barrio El Aguilucho
- Escuela de Carabineros de Chile